# 쓰개치마
쓰개치마는 조선 중후기(1392~1897) 한국의 귀족 여성들이 얼굴을 가리기 위해 사용했던 모자의 일종이다.
유교적 이상이 강해지면서 여성들은 집을 나갈 때 남성들로부터 얼굴을 가려야 했다. 조선 여성들이 직급에 따라 쓰는 머리장식은 여러 종류가 있었는데, 너울은 궁녀들이 썼고, 쓰개치마는 양반 여인들이 썼고, 쓰개치마는 계급에 따라 여러 종류가 있었다. 그리고 장옷은 중인 여성이나 평민들이 사용하였다. 쓰개치마는 치마 모양의 옷으로 주로 면이나 비단으로 만들어졌다.

## 역사

### 초기
후신라시대(통일신라, 668~935)부터 한국 여성들은 일종의 얼굴 가리개를 착용한 것으로 추정된다. 그러나 이러한 덮개가 사용된 것은 고려시대(918~1392)의 문헌을 통해서만 확인된다. 당시에는 몽수(蒙首)라고 불렀으며 수나라와 당나라 때부터 전해 내려왔다. 주로 귀족 여성들이 사치품으로 착용했다.

### 조선시대
조선시대(1392~1897)에는 신분과 성별을 구분하는 유교적 이상이 더욱 영향력을 발휘해 일상생활에 영향을 미쳤다. 남자와 여자가 서로를 알지 못하면 서로의 얼굴을 볼 수 없다는 규칙이 더욱 엄격해졌다. 여성의 경우 집 밖으로 나가는 것이 엄격히 제한되거나 금지되었다. 그래서 서로 눈에 띄지 않게 하기 위해 장옷, 쓰개치마, 너울 등 다양한 종류의 여성용 얼굴 가리개가 개발되었다.
쓰개치마는 정확히 언제, 어떤 계층이 입기 시작했는지는 알 수 없으나 적어도 1526년 2월부터 착용한 것으로 추정된다. 당시 양반 가문 여성들의 복장이 문제가 됐다. 쓰개치마를 만들고 입는 과정은 상류층 여성이 입는 얼굴 가리개인 너울보다 쉬웠다. 쓰개치마는 주로 양반 가문의 여인들이 입던 옷으로 장옷보다 더 높이 평가되었다. 그러나 조선 후기에 이르러 계급 구분이 약화되면서 상류층 여성들이 두 가지를 모두 입기 시작했다. 쓰개치마는 모든 계층의 여성들 사이에서 더욱 보편화되었다. 그러나 개화시대의 개혁과 여성의 사회진출로 인해 점차 사라지기 시작했다. 사회에 진출한 일부 고위 부인들은 이미 얼굴 가리개를 벗고 좀 더 자유롭게 행동하기 시작했다.

### 개혁
이 머리덮개의 개혁의 중심에는 근대학교에 다니기 시작한 소녀들이 있었다. 그러나 당시의 사고방식으로 인해 베일을 벗는 것은 매우 어려운 일이었다. 여학생들이 얼굴 가리개를 벗는 것을 부모들이 반대하면서 중퇴자가 늘어났다. 일부 소녀들은 검은 우산을 사용해 얼굴을 가리고 학교를 떠나지 않았다. 20세기 초부터 얼굴 가리개는 점차 일반화되어 사라지기 시작했다. 1908년 이화여자대학교와 연동대학교에서 쓰개치마가 사라졌고, 1911년 배화대에서는 금지되어 우산으로 대체됐다. 하지만 쓰개치마가 완전히 사라지는 데는 더 오랜 시간이 걸렸다. 1940년대까지는 안면 가리개 대신 우산을 사용하는 것이 일반적으로 받아들여지지 않았기 때문에 쓰개치마가 계속해서 생존했고, 특히 가족들이 양반인 척하는 시골 지역에서는 신혼 신부들이 외출할 때 안면 가리개를 착용해야 했다.

## 생김새
쓰개치마의 생김새는 한국의 전통치마와 비슷하다. 기본적으로 허리 라인과 넓은 스커트 부분이 있다. 스커트와 비슷하지만 길이가 30정도 짧고 폭도 더 좁다. 치마의 허리 부분은 10정도 좁으며 주로 흰색, 옥색, 붉은색으로 만들어진다. 스커트는 사다리꼴 형태로 되어 있어 앞쪽으로 길게, 뒤쪽으로 갈수록 짧게 늘어난다. 스커트는 주로 실크나 옥양목 면으로 만들어졌다.

## 착용 방법
여성들은 허리선이 얼굴과 일치하고 치마 부분이 머리카락을 덮도록 머리에 쓰개치마를 씌웠다. 허리선이 윤곽을 잡아 이마까지 얼굴을 덮었다. 여성들은 머리 장식이 머리 아래로 미끄러지지 않도록 턱 아래 허리 둘레 양쪽 끝을 잡았다. 머리를 덮을 만큼 넓은 폭이었지만, 머리카락의 볼륨감과 스커트 안쪽의 주름으로 인해 더욱 부풀어보일 수 있었다. 하지만 아직 등을 덮을 만큼 길었다. 머리 장식은 일반적으로 방에 걸려 있어서 집을 나갈 때 쉽게 잡고 착용할 수 있다. 종류는 계절에 따라 달랐다. 추운 달에는 쓰게치마를 겹겹이 입거나 면으로 안감을 덧대어 입었다. 여름에는 여성들이 실크로 만든 것을 사용했다. 기온에도 불구하고 여성들은 집을 나갈 때 항상 하나의 옷을 입어야 했다.

## 의미
쓰개치마는 조선 사회에서 다른 여성은 물론 남성에 비해 여성의 지위를 대표하는 것이었다. 조선후기에는 사회가 남성 중심으로 바뀌면서 유교적 윤리사상을 강화하기 위해 여성의 지위를 낮추었다. 그 시대의 사회 시스템의 규율을 바로잡는 것이 필요했다. 여성들만 서로 다른 얼굴 가리개를 착용하게 함으로써 사회는 남성 중심적 개념을 강화하고 주인과 하인과 유사한 관계를 반영했다. 투구의 종류도 착용자의 계급을 나타내는 데 사용되었다. 너울은 궁정의 여성이 착용했고, 쓰개치마는 양반 여성이 착용했다. 장옷은 정인 여성과 평민들이 사용하였다. 쓰개치마는 너울이나 장옷에 비해 만들기도 편했고, 시간이 지날수록 신분 구분이 모호해지면서 널리 쓰이게 됐다. 그러나 점차 짧아지다가 결국 사라졌다.

## 같이 보기
- 한국의 의상 목록